# Nguyễn Phúc Ngọc Vân
Nguyễn Phúc Ngọc Vân (chữ Hán: 阮福玉珉; 22 tháng 6 năm 1805 – 1869), phong hiệu An Điềm Công chúa (安恬公主), là một công chúa con vua Gia Long nhà Nguyễn trong lịch sử Việt Nam.

## Tiểu sử
Hoàng nữ Ngọc Vân sinh ngày 25 tháng 5 (âm lịch) năm Ất Sửu (1805), là con gái thứ 11 của vua Gia Long, mẹ là Mỹ nhân Cái Thị Thu.
Năm Minh Mạng thứ 5 (1824), tháng giêng, công chúa Ngọc Vân lấy chồng là Kiêu kỵ Đô úy Nguyễn Thường Tuân, là con trai của Thị trung Đô thống chế, tặng Thiếu bảo Quận công Nguyễn Văn Khiêm, người Phong Điền, Thừa Thiên. Cả hai có với nhau được năm con trai và ba con gái.
Năm Tự Đức thứ nhất (1848), phò mã Tuân mất. Năm thứ 7 (1854), bà Ngọc Vân được phong làm An Điềm Công chúa (安恬公主). Năm thứ 22 (1869), công chúa mất, thọ 65 tuổi, thụy là Hậu Mẫn (厚敏).